# Đại công quốc
Đại công quốc (tiếng Anh: grand duchy, grand dukedom, tiếng Đức: Großherzogtum) là quốc gia do một đại công tước hoặc nữ đại công tước đứng đầu. Có một số đại công quốc tồn tại ở châu Âu trong khoảng thời gian giữa các cuộc chiến tranh của Napoléon và Chiến tranh thế giới thứ nhất. Thời kỳ Napoléon Bonaparte và sau Đại hội Viên cũng chứng kiến sự ra đời của nhiều đại công quốc. Ngày nay ở châu Âu còn Đại công quốc Luxembourg. Đây là quốc gia độc lập có nền quân chủ lập hiến kết hợp với dân chủ nghị viện.

## Thuật ngữ
"Đại công" hay "đại công tước" (tiếng Latinh: Magnus Dux, tiếng Anh: grand duke, tiếng Đức: Großherzog) là một tước hiệu cấp dưới vua nhưng có thứ bậc ngoại giao cao hơn công tước có toàn quyền (tiếng Anh: sovereign duke).
Tiếng Đức có hai thuật ngữ riêng rẽ: prinz ("hoàng tử") là để chỉ con trai vua, còn fürst ("thân vương có toàn quyền") là để chỉ "phiên vương" (người cai trị nước chư hầu, có quyền cai trị lãnh thổ riêng). Tuy nhiên, hai từ này khi dịch sang tiếng Anh đều là prince. Các ngôn ngữ thiếu từ ngữ riêng biệt để phân biệt giữa hai loại prince này sử dụng thuật ngữ "đại công tước" (ví dụ, tiếng Anh dùng thuật ngữ grand duke) để dịch thuật ngữ "đại thân vương có toàn quyền" (sovereign grand prince). Nói thêm là từ thế kỷ 17, ở nước Nga Sa hoàng có tước hiệu Velikiy Knjaz ("đại thân vương") dành cho các thành viên hoàng tộc. Mặc dù những người này không có quyền lực cai trị nhưng tiếng Anh vẫn dùng thuật ngữ "đại công tước" (grand duke) để dịch tước vị này.
Tuy nhiên, trong tiếng Đức, các đại công tước Litva và các bang lịch sử của Nga cũng như các thân vương Đông Âu được dịch trực tiếp là Großfürst ("đại thân vương") thay vì Großherzog ("đại công tước").

## Lịch sử
Một trong những ví dụ đầu tiên về cách dùng không chính thức của thuật ngữ "đại công tước" là vào thế kỷ 15, khi các công tước Burgundy nắm quyền cai trị những dải đất rộng lớn ở miền đông nước Pháp, hầu hết Hà Lan, Bỉ và Luxembourg. Nền quân chủ đầu tiên chính thức dùng danh xưng đại công quốc là nền quân chủ của nhà Medici tại Toscana - (phục tùng các Hoàng đế La Mã Thần thánh) vào năm 1569. Thực thể này tồn tại đến 1860 thì bị Piemonte-Sardegna sáp nhập.
Trước thế kỷ 19, thuật ngữ "đại công quốc" không được dùng rộng rãi lắm. Đến đầu thế kỷ 19, Napoleon gọi một số vùng lãnh thổ mà ông ban cho các đồng minh là đại công quốc. Cách gọi này gia tăng cùng với sự mở rộng đất phong của những người này qua việc thâu tóm đất đai từ các thế lực bại trận. Mặc dù Napoleon bại trận Waterloo và các lãnh thổ chư hầu (như Đại công quốc Berg) bị xóa tên khỏi bản đồ châu Âu, nhưng các đại diện tại Đại hội Viên lại chấp thuận cho các công tước và thân vương (được phục hồi) sử dụng thuật ngữ đó, đặc biệt là dành cho một số vùng đất cấu thành Đế quốc La Mã Thần thánh, dẫn đến hệ quả sản sinh một loạt các nền quân chủ xưng là đại công quốc đây đó ở vùng Trung Âu trong thế kỷ 19.
Cùng lúc đó ở Nga, nhà Romanov cũng tăng cường ban tước vị đại công tước do một số hoàng nam ra đời. Điều này mang lại cho họ khoảng thời gian yên bình sau thế kỷ 18 đầy các rắc rối nảy sinh từ vấn đề quyền kế vị của con trai.
Những người cai trị Litva được cho là đã dùng tước vị đại công tước (tiếng Litva: didysis kunigaikštis) cho mình. Sau khi Đại công tước của Jagiellon trở thành vua Ba Lan, tước vị đại công tước tiếp tục được các vua của Liên bang Ba Lan và Lietuva sử dụng. Các vua người Ba Lan của triều Vasa cũng gọi các lãnh thổ ngoài Ba Lan là đại công quốc.
Ngày nay, Luxembourg là đại công quốc duy nhất còn tồn tại. Lịch sử Đại công quốc Luxembourg bắt đầu từ năm 1815 khi Hà Lan trở thành vương quốc độc lập và Luxembourg được giao cho vua Willem I của Hà Lan, và từ đó cho đến năm 1890 thì Luxembourg và Hà Lan cùng nằm trong một liên minh cá nhân. Năm 1890, vua Willem III của Hà Lan và Đại công tước Luxembourg băng hà mà không có con trai nối ngôi, vì thế mà ngai vàng về tay công chúa Wilhelmina của Hà Lan, còn Đại công quốc Luxembourg thì về tay Công tước Adolphe của Nassau. Liên minh cá nhân Hà Lan-Luxembourg tan rã.

## Danh sách đại công quốc phương Tây
- Đại công quốc Toscana (1569-1860, về sau trở thành một phần của Ý)
- Đại công quốc Berg (1806-1813, về sau trở thành một phần của Phổ)
- Đại công quốc Würzburg (1806-1814, về sau trở thành một phần của Bayern)
- Đại công quốc Baden (1806-1918, trở thành một phần của Đế quốc Đức kể từ năm 1871)
- Đại công quốc Hesse (1806-1918, trở thành một phần của Đế quốc Đức kể từ năm 1871)
- Đại công quốc Fulda (1816-1866, một phần của Tuyển hầu quốc Hesse)
- Đại công quốc Phần Lan (dịch chính xác phải là Đại thân vương quốc Phần Lan; 1809-1917 trong liên minh cá nhân với Nga; trở thành nước cộng hòa từ năm 1917)
- Đại công quốc Frankfurt (1810-1813, về sau trở thành bộ phận của một số bang của Đức)
- Đại công quốc Hạ Rhine (1815-1822, một phần của Phổ)
- Đại công quốc Luxembourg (từ 1815 đến 1890, Luxembourg nằm trong liên minh cá nhân với Hà Lan)
- Đại công quốc Mecklenburg-Schwerin (1815-1918, trở thành một phần của Đế quốc Đức kể từ năm 1871)
- Đại công quốc Mecklenburg-Strelitz (1815-1918, trở thành một phần của Đế quốc Đức kể từ năm 1871)
- Đại công quốc Posen (1815-1848, một phần của Phổ)
- Đại công quốc Sachsen-Weimar-Eisenach (1815-1918, trở thành một phần của Đế quốc Đức kể từ năm 1871)
- Đại công quốc Oldenburg (1829-1918, trở thành một phần của Đế quốc Đức kể từ năm 1871)
- Đại công quốc Cracow (1846-1918 trong liên minh cá nhân với Áo)

Thường thấy thuật ngữ "đại công quốc" bị dùng sai để chỉ Công quốc Warszawa (1807-1813, thực chất chỉ là công quốc chứ không phải đại công quốc).
Một số thực thể khác cũng được xem là "đại công quốc":
- Đại công quốc Litva (tiếng Ruthenia: Великое князство Литовского)
- Đại công quốc Moskva (tiếng Nga: Великое Княжество Московское)
- Đại công quốc Kiev (tiếng Ruthenia: Вели́ке Кня́зівство Київське)
- Đại công quốc Ryazan (tiếng Nga: Великое Княжество Рязанское)
- Đại công quốc Rus (tiếng Ruthenia: Велике Князівство Руське)